# Мандарин (фрукт)
Мандари́н — плод мандаринового дерева (или кустарника).

## Внешний вид и строение
Плоды мандарина небольшие (4—8 см), массой до 140-150 г. Цвет оранжевый или оранжево-жёлтый. Форма шаровидная или слегка сплюснутая с полюсов.
Кожица тонкая, снимается легко. Лёгкая очистка от кожицы является особенностью мандарина в отличие от других цитрусовых, которые чистятся дольше либо труднее.
Как и у других цитрусовых, мякоть плода состоит из покрытых плёнкой долек, которые в свою очередь состоят из большого количества продолговатых клеточек.
Плоды бывают без семян, бывают с небольшим количеством семян.

## Пищевая ценность
Мандарины сладкие на вкус. В пищу употребляются как цельные плоды, так и выжатый сок.
Кроме того, их вялят и сушат.
В плодах мандарина большое количество сахара (до 10,5 %), витамины C, B1, B2, провитамин A, свободные органические кислоты, фитонциды, сальвестролы[уточнить], пектиновые вещества, минеральные соли.
Мандарины прекрасно сохраняют витамин C при долгом хранении. Они созревают в ноябре—декабре, поэтому зимой могут быть источником витаминов для живущих в северном полушарии.

## Химический состав мандарина
Мякоть плодов содержит сахара, органические кислоты (лимонную и другие — до 0,6-1,1 %), витамины (тиамин, рибофлавин, аскорбиновая кислота, рутин) и фитонциды. В кожуре обнаружено до 1-2 % эфирного (мандариновое) масла, оранжевые и жёлтые пигменты, среди них каротин.
В состав эфирного масла входят α-лимонен, цитраль, каприловый и другие альдегиды, спирты, метиловый эфир антраниловой кислоты, который придаёт мандариновому маслу, плодам, листьям и молодым побегам своеобразный вкус и запах.
Мандарины являются ценным диетическим продуктом, повышающим аппетит, улучшающим обменные процессы и насыщающим организм витаминами в зимнее время. Мандарины и мандариновый сок оказывают на организм общеукрепляющее действие, способствуют пищеварению, а благодаря фитонцидным свойствам оказывают антимикробное действие. Фитонцидная активность сока проявляется в его действии на патогенные грибы, вызывающие некоторые кожные заболевания.

## Хозяйственное значение и применение
Плоды мандарина употребляют в свежем виде и для изготовления фруктовых соков и компотов. В качестве пряности его используют в приготовлении различных сладких блюд, печенья, соусов, рыбы, птицы, блюд из риса и фруктовых салатов.
Мандариновую кожуру употребляют как заменитель померанцевой корки при приготовлении различных лекарственных препаратов, настоев, сиропов, экстрактов, а также в пищевой промышленности. При многократном втирании в кожу сока мандарина излечиваются участки кожи, поражённые микроспорией и трихофитией. Спиртовая настойка из кожуры мандаринов повышает аппетит, размягчает воспалительный секрет в бронхах и верхних дыхательных путях, способствует отделению мокроты. В восточной медицине настойку кожуры, а также водный её настой или отвар применяли при бронхите, тошноте, как противокашлевое и средство, улучшающее пищеварение.
Низкорослые сорта мандаринов, как, например, уншиу, также разводят как декоративное комнатное растение.
| |  |  |  |  |
| Слева направо: Мандарин, выращенный из косточки в домашних условиях. Цветок. Незрелый плод. Собранные мандарины. Мякоть |  |  |  |  |

## Культивация
Урожайность высокая, до 5-6 тысяч плодов с дерева в благоприятный сезон.
Мандарины являются самой культивируемой цитрусовой культурой в Китае, тропической Азии, Индии, Японии, в Средиземноморье, в США во Флориде.
Японский морозостойкий вид уншиу выращивают в России, на Черноморском побережье Кавказа и в Краснодарском крае.

### Объём производства
| Китай            | 11395  | 12482  | 17155 | 19035  | 23.120.000 | 27.000.000 |
| Турция           | 585    | 872    | 1337  | 1650   | 1.585.629  | 1.865.000  |
| Испания          | 1945   | 2117   | 2942  | 1979   | 2.172.180  | 1.800.490  |
| Марокко          | 425    | 753    | 1078  | 1209   | 926.566    | 1.360.965  |
| Бразилия         | 1270   | 1005   | 998   | 997    | 1.026.638  | 1.086.616  |
| Египет           | 665    | 848    | 1020  | 1068   | 968.047    | 989.041    |
| Иран             | 720    | 800    | 652   | 535    | 578.724    | 829.529    |
| Италия           | 586    | 853    | 649   | 700    | 660.280    | 801.240    |
| Япония           | 1100   | 928    | 805   | 774    | 690.703    | 682.200    |
| США              | 390    | 596    | 780   | 805    | 856.380    | 664.060    |
| Республика Корея | 580    | 681    | 699   | 646    | 658.859    | 650.472    |
| ЮАР              | 137    | 165    | 175   | 307    | 461.000    | 639.000    |
| Перу             | 171    | 236    | 403   | 482    | 526.160    | 638.845    |
| Пакистан         | 587    | 515    | 610   | 593    | 601.108    | 595.849    |
| Мексика          | 370    | 406    | 467   | 508    | 530.368    | 515.084    |
| Аргентина        | 450    | 401    | 468   | 431    | 442.010    | 418.500    |
| Итого:           | 23 487 | 26.030 | 32793 | 34.393 |            |            |